# ماركوس روبرتو (سياسي)
ماركوس روبرتو (بالإنجليزية: Marcus Roberto)‏ هو سياسي أمريكي، ولد في 26 نوفمبر 1930 في الولايات المتحدة، وتوفي في 24 فبراير 1986. حزبياً، نشط في الحزب الديمقراطي. وقد انتخب عضو مجلس نواب أوهايو.